# G.9970
La G.9970 (también conocida como G.hnta) Es una Recomendación desarrollada por ITU-T que describe la arquitectura de transporte genérica para redes de casa y sus interfaces a la red de acceso de un proveedor.
G.9970 estuvo desarrollado por el Grupo de Estudio 15. La G.9970 recibió consenso el 12 de diciembre de 2008 y estuvo aprobada el 13 de enero de 2009.